# ЖКК Студент Ниш
Женски кошаркашки клуб Студент је српски кошаркашки клуб из Ниша. Такмичи се Првој женској лиги Србије

## Успеси

### Национални
- Првенство СР Југославије:
  - Вицепрвак (1): 1992/93.

- Куп СР Југославије:
  - Освајач (1): 1993.
  - Финалиста (1): 1994.